# Langues ibéro-caucasiennes
Ne doit pas être confondu avec Langues dans les pays caucasiens.

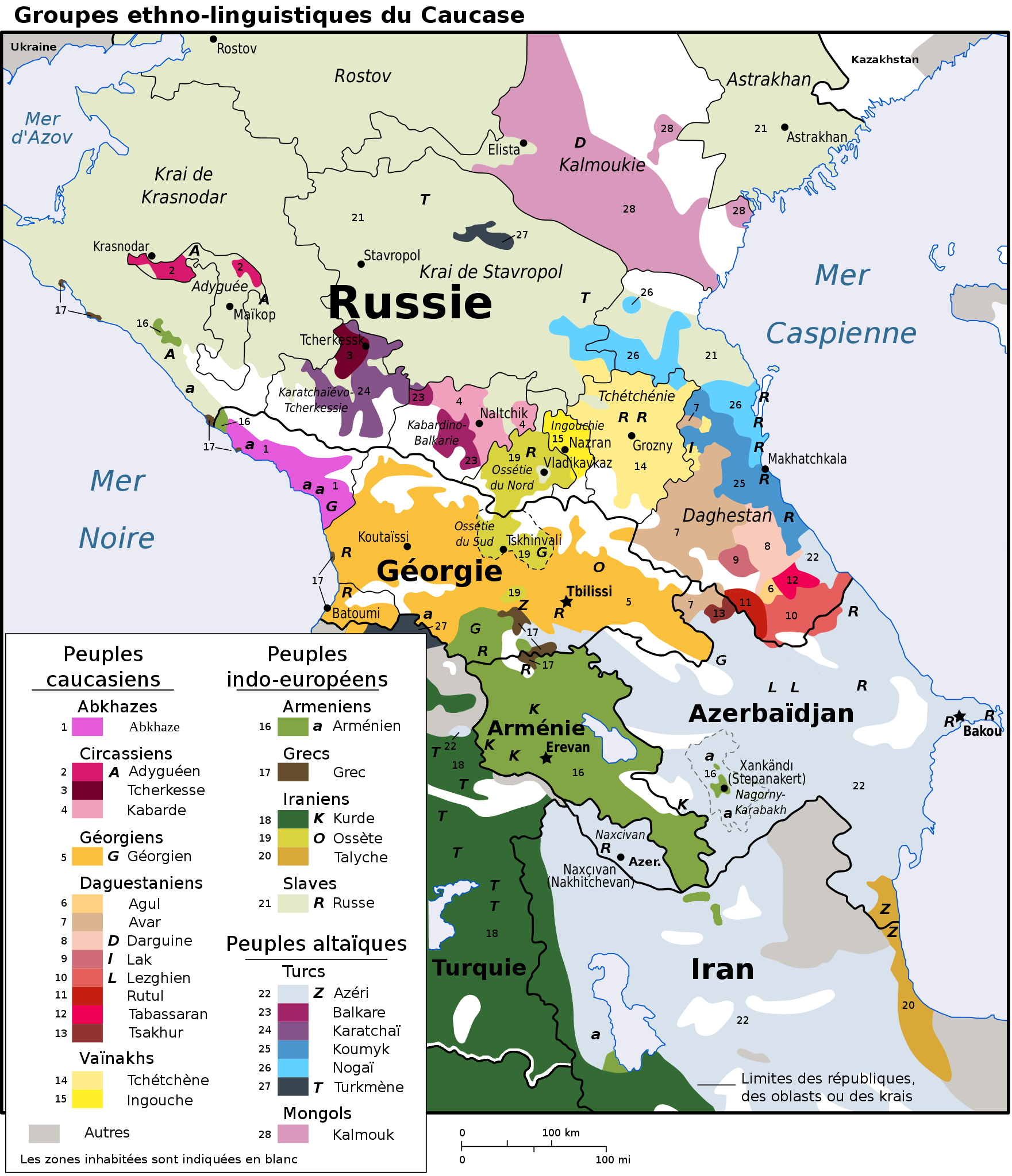
Groupes ethno-linguistiques du Caucase fin 2023.

Les langues ibéro-caucasiennes sont un groupe hétérogène de langues parlées dans le Caucase. L'appellation s'applique généralement à trois familles de langues dont l'aire de répartition est limitée à la région :
- les langues caucasiennes du Sud ou langues kartvéliennes ;
- les langues caucasiennes du Nord-Ouest ou langues abkhazo-adyguéennes ;
- les langues caucasiennes du Nord-Est ou langues nakho-daghestaniennes.

## Présentation
La famille des langues ibéro-caucasiennes n'englobe pas l'ensemble des langues parlées dans le Caucase, car d'autres familles de langues à répartition plus vaste y ont des représentants : c'est le cas des langues indo-européennes (par l'arménien, plusieurs langues iraniennes ainsi que le russe) et des langues turciques. Elles ne sont habituellement pas dites « caucasiennes » au sens restreint défini plus haut, qui est celui qu'emploie cet article.
Le terme « ibérique » dans le nom de famille fait référence au royaume d'Ibérie, royaume centré sur la Géorgie orientale qui a duré du IVe siècle av. J.-C. au Ve siècle apr. J.-C. et non à la péninsule Ibérique.
On compte plus de 80 langues caucasiennes, mais certaines comme l'oubykh ont déjà disparu et d'autres sont menacées à échéance de deux ou trois générations. L'oubli est encore plus marquant pour les dialectes ou les sous-dialectes, bien souvent parlés dans un seul village de montagne. Dans ces cas, une population linguistique mixte se retrouve submergée soit par la langue minoritaire adjacente, soit par une langue plus prestigieuse comme l'avar.
Ce sont des langues pour la plupart agglutinantes et de grammaire complexe, souvent caractérisée par l'emploi de structures ergatives. Leur système phonologique se caractérise typiquement par un nombre élevé voire très élevé de consonnes, comportant notamment une série de consonnes éjectives.
Le groupe des langues caucasiennes est traditionnellement considéré comme polyphylétique, c’est-à-dire que les trois familles qui le composent n’ont pas d’origine commune. Certains linguistes, notamment Sergueï Starostine et Sergueï Nikolaïev (en), considèrent toutefois que les langues abkhazo-adygiennes et nakho-daghestaniennes sont apparentées et les rassemblent en groupe nord-caucasien. Cette hypothèse n’est pas acceptée par tous les spécialistes du domaine.

## Liste
Les langues caucasiennes du Sud ou langues kartvéliennes.
- géorgien
  - groupe des dialectes du sud ouest
    - racha-lechkhum
    - imerien
    - gurien-adjarien

  - groupe des dialectes klarjien
    - klarjien

  - groupe des dialectes  kartlien
    - géorgien littéraire

  - groupe des dialectes ingilo-fereidan
  - groupe des dialectes mtiulien-pshavien
  - groupe des dialectes pkhovien
- groupe zane
  - laze
  - mingrélien
  - svane (haut svane)
    - balien
      - transbalien
      - cisbalien

  - svane (bas svane)
    - lentekh
    - choluri
    - lashkh

Les langues caucasiennes du Nord-Ouest ou langues abkhazo-adyguéennes.
- abaza
- abkhaze
  - abkhaze littéraire
  - sadz †  (voir Sadz)
- adyguéen
  - shapsug
  - bzhedukh
  - temirgoy
  - abzakh
- kabarde  littéraire
- tcherkesse  littéraire (similaire au kabarde)
  - beslenei
- oubykh  †

Les langues caucasiennes du Nord-Est ou langues nakho-daghestaniennes
- groupe nakh
  - ingouche
  - galanchozh
  - tchétchène
  - bats
- sous-famille daghestanienne
  - groupe avar-andi
- groupe avar
  - avar littéraire
  - batlukh
  - hid
  - andalal
  - antsukh
  - qarakh
  - kusur
  - zaqatal
- groupe andi
  - andi
    - nord andi
    - sud andi

  - botlikh
  - godoberi
  - karata
    - karata
    - tokita

  - akhvakh
    - nord akhvakh
    - sud akhvakh

  - chamalal
    - chamalal
    - gigatl

  - bagwalal
  - tindi
- groupe dido
- sous-groupe tsez occidental
  - khvarshi
  - inxokvari
  - tsez
    - tsez
    - sagada

  - hinukh
- sous-groupe tsez oriental
  - bezhta
  - hunzib
- groupe darguino-lak
  - lak
    - lak littéraire
    - lak oriental
- sous-groupe dargin nord-centre
  - dargwa littéraire
    - aqusha
    - qaba
    - murego

  - tsudakhar
    - tsudakhar
    - gapshima
    - usisha

  - kadar
  - muiri
  - megeb
- sous-groupe dargin méridional
  - sirhwa
  - kunki
  - vurqni
    - sanzhi
    - itsari

  - kaitak
    - kaitak nord-est
    - kaitak oriental

  - kubachi
    - kubachi
    - ashti
    - sulevkent

  - chirag
    - chirag
    - amuq

  - groupe lezguien
- sous-groupe artchi
  - artchi
- sous-groupe lezgui occidental
  - tsakhour
    - tsakhur
    - gelmets

  - routoul
- sous-groupe lezgui oriental
  - agul
    - agul
    - qoshan

  - tabassaran
    - nord tabassaran
    - sud tabassaran (littéraire)

  - lezghien
    - lezgui littéraire
    - samur
    - quba
- sous-groupe shakhdag
  - kryz
  - budukh
- sous-groupe aghwanique
  - aghwan   †
  - udi ou oudi
- sous-groupe khinalug
  - khinalug

## Possibles langues caucasiennes anciennes
Deux langues apparentées du Proche-Orient ancien ont parfois été rapprochées des langues caucasiennes : le hourrite, parlé par les Hourrites dans l'est de l'Asie Mineure, l'Arménie, la Cilicie et en plusieurs lieux de Syrie, au IIe millénaire av. J.-C., et l'Urartéen, langue de l'Urartu, probablement à situer dans l'Azerbaïdjan iranien actuel, au Ier millénaire av. J.-C. Le nairi et le turuk pourraient aussi faire partie du groupe mais la théorie ne repose que sur des données de positionnement géographique.
Certaines hypothèses relient la civilisation de l'Araxe, qui a développé très précocement l'artisanat du bronze, à la culture et aux langues caucasiennes.

## Parenté avec d'autres familles de langues
De nombreuses hypothèses ont été formulées sur l’apparentement des diverses familles de langues caucasiennes, mais aucune à ce jour n’a été universellement reçue par les spécialistes du domaine.
Le basque a souvent été rapproché des langues caucasiennes du fait de son ergativité, phénomène rare en Europe ; on a donc dès lors postulé un groupe linguistique euscaro-caucasien. Mais la copossession de l'ergativité est une similarité typologique, et d’autres faits sont nécessaires pour établir une parenté génétique des langues. 
Michel Morvan, sur la base de ressemblances lexicales propose quelques comparaisons entre basque, caucasien et langues dravidiennes (ex. : le basque bizar, mitxar "barbe" que l'on retrouve en caucasien avec bisal "id." et en dravidien avec misal "id.").
L’hypothèse très controversée des langues dené-caucasiennes englobe les langues caucasiennes du Nord-Ouest et du Nord-Est, unies en un groupe nord-caucasien (qui n'est pas lui-même universellement accepté), dans un vaste superfamille dispersée en Eurasie et en Amérique du Nord, qui comporterait également le basque, le bourouchaski, les langues sino-tibétaines, les langues ienisseïennes et les langues na-dené. Diverses variantes de cette théorie ont été soutenues par Sergueï Starostine, Sergueï Nikolaïev et John Bengtson, entre autres. Selon la même école linguistique, les langues kartvéliennes feraient partie de leur côté du groupe hypothétique des langues nostratiques, autre superfamille dont l'existence ne fait pas l'unanimité.

## Code
- Étiquette d'identification de langues IETF : cau